# Commarin
Commarin ist eine französische Gemeinde mit 121 Einwohnern (Stand 1. Januar 2022) im Département Côte-d’Or in der Region Bourgogne-Franche-Comté; sie gehört zum Arrondissement Beaune und zum Kanton Arnay-le-Duc.

## Bevölkerungsentwicklung
| Jahr                       | 1962 | 1968 | 1975 | 1982 | 1990 | 1999 | 2006 | 2016 |
| Einwohner                  | 157  | 175  | 132  | 157  | 147  | 142  | 128  | 119  |
| Quellen: Cassini und INSEE |      |      |      |      |      |      |      |      |

## Sehenswürdigkeiten

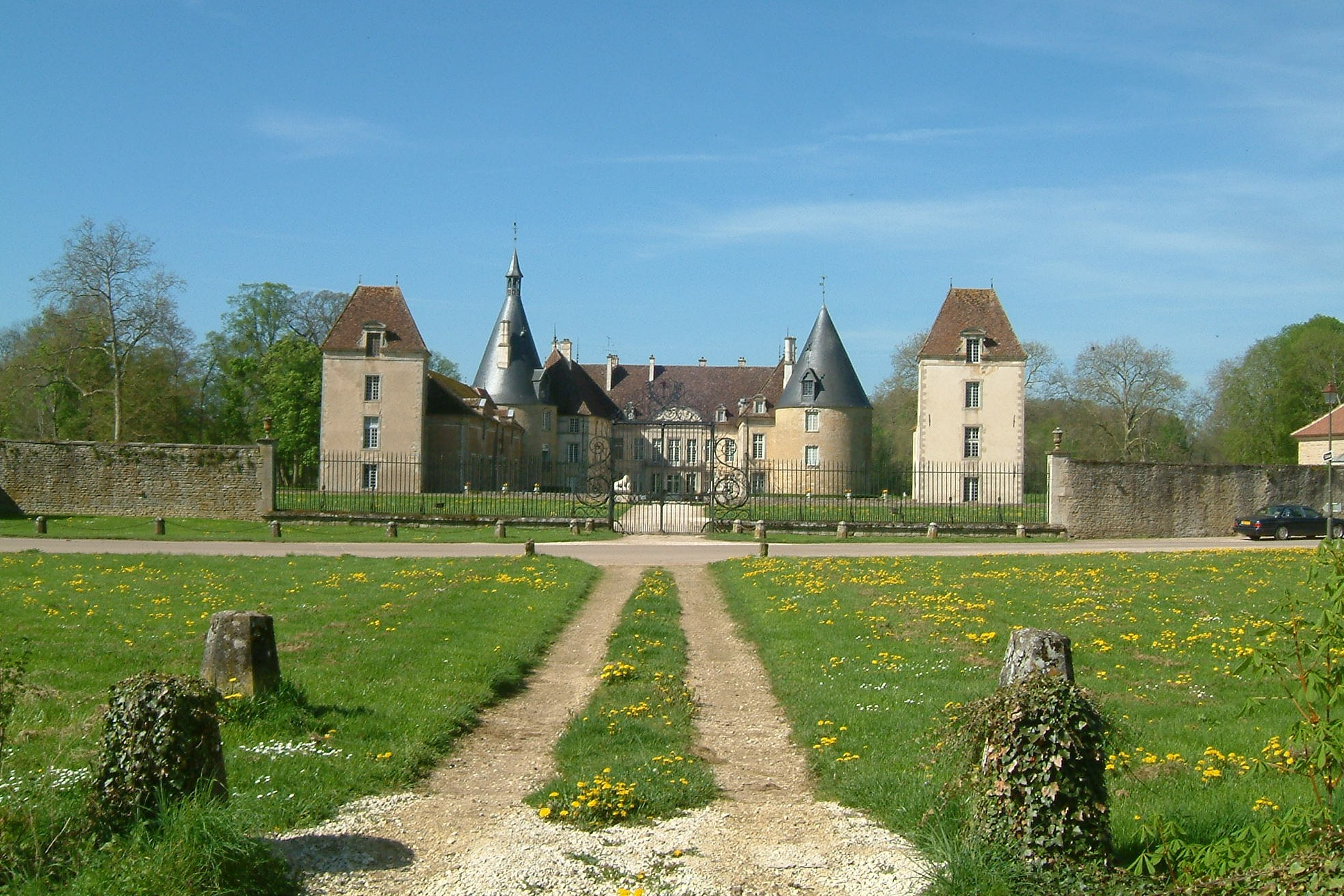
Schloss Commarin

- Schloss Commarin

## Persönlichkeiten
- Henri Vincenot, französischer Schriftsteller, Maler und Bildhauer